# Disordine reticolare della pigmentazione legata al cromosoma X
Il disordine reticolare della pigmentazione legata al cromosoma X (conosciuta anche come Amiloidosi cutanea familiare, amiloidosi Partington, amiloidosi cutanea Partington, sindrome Partington di tipo II, Disordine reticolare della pigmentazione, e Disordine reticolare della pigmentazione legata al Cromosoma X con manifestazioni sistemiche.) è una condizione cutanea che è stata descritta nelle donne adulte che presentano striature lineari di iperpigmentazione e nella quale i pazienti maschi manifestano una pigmentazione della pelle reticolata e a macchie che, in biopsia, evidenziano depositi cutanei di amiloide..
La sindrome viene anche identificata con l'acronimo X-linked-PDR (X-Linked-Pigmentary Disorder Reticulate), o più sinteticamente come XLPDR.
È una malattia molto rara, geneticamente determinata, a sviluppo cronico. Non è stato ancora identificato il gene responsabile della condizione. Ci si aspetta che sia nell'intervallo Xp21-Xp22.
I maschi sviluppano nella prima infanzia una iper-pigmentazione reticolare generalizzata.
I capelli sono spesso disordinati, o a spazzola verso dietro. L'attaccatura bassa sulla fronte.

## Presentazione
Fra le manifestazioni extracutanee associate alla malattia sono state descritte:
- Infezioni respiratorie
- Fotofobia e discheratosi corneale
- Ipoidrosi con grande deficit nella termoregolazione
- Ritardo della crescita
- Disturbi gastrointestinali
- Problemi renali
- Calcoli renali
- Infezioni urinarie
- Piedi e mani palmate
- Scompenso elettrolitico
- Retinite pigmentosa
- Linfoedema
- Anomalie della tiroide

Come in ogni malattia, ogni paziente fa storia a sé. Non è detto che una persona ammalata di X-linked-PDR debba presentare tutti i sintomi elencati.
Nelle donne la condizione da iperpigmentazione a strisce lineari che seguono le Linee di Blaschko, morfologicamente simili allo stadio 3 dell'incontinenza della pigmentazione. Nelle donne non sono segnalate manifestazioni sistemiche.